# Solunska Glava
Solunska Glava (makedonsky Солунска Глава, 2540 m n. m.) je hora v pohoří Jakupica ve střední části Severní Makedonie. Nachází se na území opštiny Čaška asi 7 km severozápadně od vesnice Nežilovo a 32 km jižně od Skopje. Solunska Glava je nejvyšší horou celého pohoří a s prominencí 1666 m se řadí mezi tzv. ultraprominentní vrcholy.
Na vrchol lze vystoupit od chaty Čeples (1445 m n. m.) nebo od chaty Karadžica (1450 m n. m.)